# Lacanobia albolineata
Lacanobia albolineata är en fjärilsart som beskrevs av Matsumura 1926. Lacanobia albolineata ingår i släktet Lacanobia och familjen nattflyn. Inga underarter finns listade i Catalogue of Life.